# Miasta Ghany
Według danych oficjalnych pochodzących z 2013 roku Ghana posiadała ponad 80 miast o ludności przekraczającej 5 tys. mieszkańców. Stolica kraju Akra oraz miasto Kumasi liczyli ponad milion mieszkańców; 1 miasto z ludnością 500÷1000 tys.; 11 miast z ludnością 100÷500 tys.; 20 miast z ludnością 50÷100 tys.; 23 miasta z ludnością 25÷50 tys. oraz reszta miast poniżej 25 tys. mieszkańców.

## Największe miasta w Ghanie
Największe miasta w Ghanie według liczebności mieszkańców (stan na 01.01.2013):
| L.p. | Miasto           | Region      | Liczba ludności |
| ---- | ---------------- | ----------- | --------------- |
| 1.   | Akra             | Wielka Akra | 2 291 352       |
| 2.   | Kumasi           | Aszanti     | 2 069 35        |
| 3.   | Tamale           | Północny    | 562 919         |
| 4.   | Sekondi-Takoradi | Zachodni    | 445 205         |
| 5.   | Ashiaman         | Wielka Akra | 298 841         |
| 6.   | Sunyani          | Brong-Ahafo | 248 496         |
| 7.   | Cape Coast       | Centralny   | 227 269         |
| 8.   | Obuasi           | Aszanti     | 180 334         |
| 9.   | Teshie           | Wielka Akra | 176 597         |
| 10.  | Tema             | Wielka Akra | 161 612         |

## Alfabetyczna lista miast w Ghanie
(czcionką pogrubioną wydzielono miasta powyżej 1 mln)
- Aboso
- Aburi
- Adenta East
- Aflao
- Agogo
- Agona
- Ahwiaa
- Akatsi
- Akim Oda
- Akim Swedru
- Akra
- Akropong
- Akwatia
- Amanfrom
- Anloga
- Anomabu
- Apam
- Asamankese
- Ashiaman
- Assin Fosu
- Atebubu
- Awoshie
- Axim
- Bawku
- Bechem
- Begoro
- Bekwai
- Berekum
- Bibiani
- Bimbilla
- Bolgatanga
- Buduburam
- Cape Coast
- Dambai
- Damongo
- Dome
- Dormaa Ahenkro
- Duayaw Nkwanta
- Dunkwa-on-Offin
- Dzodze
- Effiduase
- Effiakuma
- Ejura
- Elmina
- Gbawe
- Goaso
- Ho
- Hohoe
- Kade
- Keta
- Kete-Krachi
- Kibi
- Kintampo
- Kintapo
- Koforidua
- Konongo
- Kpandae
- Kpandu
- Kumasi
- Lashibi
- Madina
- Mampong
- Mandela
- Mankessim
- Mpraeso
- Mumford
- Nalerigu
- Navrongo
- New Achimota
- New Tafo
- Nkawkaw
- Nsawam
- Nsuatre
- Nungua
- Nyakrom
- Obuasi
- Oda
- Oduponkpehe
- Prestea
- Sakumono
- Salaga
- Saltpond
- Savelugu
- Sekondi-Takoradi
- Sefwi-Wiawso
- Suhum
- Shama
- Somanya
- Suhum
- Sunyani
- Tafo
- Taifa
- Tamale
- Tarkwa
- Techiman
- Tema
- Teshie
- Wa
- Wenchi
- Winneba
- Yeji
- Yendi